# Planadas
Planadas ist eine Gemeinde (municipio) im Departamento Tolima in Kolumbien.

## Geographie
Planadas liegt in der Provincia del Sur in Tolima, 220 km von Ibagué entfernt auf einer Höhe von 1450 m ü. NN in der Zentralkordillere der kolumbianischen Anden, und hat eine Jahresdurchschnittstemperatur von 20 °C. Die Gemeinde grenzt im Norden an Ataco und Rioblanco in Tolima, im Westen an Miranda, Corinto, Toribío und Páez in Cauca, im Osten an Aipe, Neiva, Palermo und Santa María in Huila und im Süden an Teruel in Huila. Der Vulkan Nevado del Huila liegt teilweise auf dem Gebiet der Gemeinde Planadas.

## Bevölkerung
Die Gemeinde Planadas hat 30.117 Einwohner, von denen 7741 im städtischen Teil (cabecera municipal) leben (Stand: 2019).

## Geschichte
Auf dem Gebiet des heutigen Planadas wurde 1920 eine Strafkolonie für Schmuggler unter dem Namen Sur de Atá gegründet. Diese Kolonie wurde 1931 aufgelöst. Der heutige Ort wurde 1932 vom Jesuiten Fermín Larrazabal zusammen mit einer Gruppe Siedlern aus Antioquia und Huila gegründet. Planadas erhielt 1966 den Status einer Gemeinde.

## Infrastruktur
Planadas verfügt über einen kleinen Flugplatz, der den IATA-Code PLA hat.